# Topologia gwiazdy

Topologia gwiazdy

Topologia gwiazdy (ang. star topology; star network) – sposób połączenia urządzeń w sieci komputerowej charakteryzujący się tym, że kable sieciowe od wszystkich urządzeń końcowych zbiegają się w jednym wspólnym punkcie, zwanym punktem dostępu (ang. access point), w którym znajduje się koncentrator lub przełącznik sieciowy.
W najprostszej odmianie sieć o topologii gwiazdy zawiera przełącznik (ang. switch) lub koncentrator (ang. hub) łączący pozostałe elementy sieci. Zwykle większość zasobów w takiej sieci znajduje się na serwerze dedykowanym, którego zadaniem jest przetwarzanie danych i zarządzanie siecią. Pozostałe elementy tej sieci nazywa się terminalami – korzystają one z zasobów zgromadzonych na serwerze, a same zazwyczaj mają niewielką moc obliczeniową.
Zadaniem huba jest nie tylko łączyć elementy sieci, ale także rozsyłać pakiety oraz wykrywać kolizje tych pakietów w sieci. Takie funkcjonowanie powoduje często duże obciążenie sieci dlatego aktualnie najczęściej do łączenia elementów sieci wykorzystuje się switche, które ograniczają do minimum domeny kolizyjne.

## Zalety
- wysoka przepustowość
- łatwa lokalizacja uszkodzeń ze względu na centralne sterowanie
- wydajność
- łatwa rozbudowa
- awaria komputera peryferyjnego (terminala) nie blokuje sieci
- przejrzystość sieci

## Wady
- ograniczona liczba komputerów
- duża liczba połączeń (duże zużycie kabli)
- gdy awarii ulegnie punkt centralny (koncentrator lub przełącznik), to cała sieć przestaje funkcjonować